# Dhanisztha (nakszatra)
Dhanisztha lub Szrawisztha (Dewanagari: श्रविष्ठा lub धनिष्ठा) – nakszatra, rezydencja księżycowa.
Termin używany w astrologii dźjotisz do określenia części Zodiaku. Dhani oznacza bogaty a isztha znaczy całkowicie. Nakszatra wskazuje więc pełnię bogactwa.
Jako czas nakszatra ta wskazuje dzień pełen ruchu i społecznego bogactwa. Trochę niespokojny i nerwowy. Czas, który należy poświęcić podróżom, zakupom, interesom zawieraniem umów itp..